# 園基藤
園 基藤（その もとふじ）は、鎌倉時代後期の公卿。参議・園基顕の子。母は明清法印の娘。初名は基定。官位は従二位・権中納言、右衛門督、検非違使別当。園家3代当主。
園家の出身では初めて権中納言に任ぜられた。

## 経歴
以下、『公卿補任』と『尊卑分脈』の内容に従って記述する。
- 弘安4年（1281年）1月5日、叙爵[1]。
- 正応3年（1290年）4月17日、従五位上に昇叙[2]。同年6月8日、左衛門佐に任ぜられる。
- 正応4年（1291年）3月11日、左少将に任ぜられる。
- 正応5年（1292年）2月27日、正五位下に昇叙。
- 正応6年（1293年）3月14日、従四位下に昇叙。同年6月19日、左少将に還任。
- 永仁2年（1294年）3月27日、近江介を兼ねる。同年7月2日、左中将に転任。
- 永仁3年（1295年）8月5日、従四位上に昇叙。
- 永仁5年（1297年）閏10月23日、正四位下に昇叙。
- 嘉元2年（1303年）11月2日、蔵人頭に補される。
- 嘉元3年（1305年）3月8日、従三位に叙される。同日、右兵衛督に任ぜられる。
- 徳治元年（1306年）2月5日、右兵衛督を止められる。[3]。
- 徳治2年（1307年）12月12日、右衛門督に任ぜられる。
- 延慶元年（1308年）9月17日、参議に任ぜられる。右衛門督は元の如し。
- 延慶2年（1309年）2月28日、検非違使別当に補される。3月23日、但馬権守を兼ねる。8月10日、権中納言に任ぜられる。同月28日、検非違使別当を辞す。9月1日、右衛門督を辞す。10月13日、正三位に昇叙。
- 延慶3年（1310年）2月8日、権中納言を辞した。
- 応長元年（1311年）1月5日、従二位に昇叙。
- 正和元年（1312年）5月、出家。法名寂玄。
- 正和5年（1316年）7月4日、薨去。

## 系譜
- 父：園基顕（1238-1319）
- 母：明清法印の娘
- 妻：昭訓門院大夫局
- 妻：橋本実俊の娘
- 生母不明の子女
  - 男子：園基成
  - 男子：園基春
  - 男子：園基有
  - 男子：覚静
  - 男子：覚誉
  - 女子：六条有忠正室